# سنفورد (فلوریدا)
سنفورد (به انگلیسی: Sanford) شهری در شهرستان سمینول ایالت فلوریدا است که در سال ۱۸۷۷ بنیان‌گذاری شده‌است. این شهر طبق سرشماری سال ۲۰۱۰ میلادی، ۵۳٬۵۷۰ نفر جمعیت داشته و مساحت آن نیز ۵۸٫۴ کیلومتر مربع است.

## نگارخانه

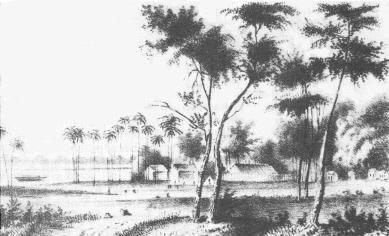
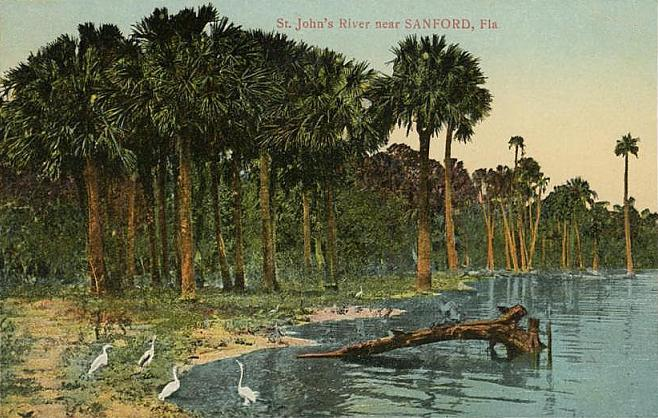
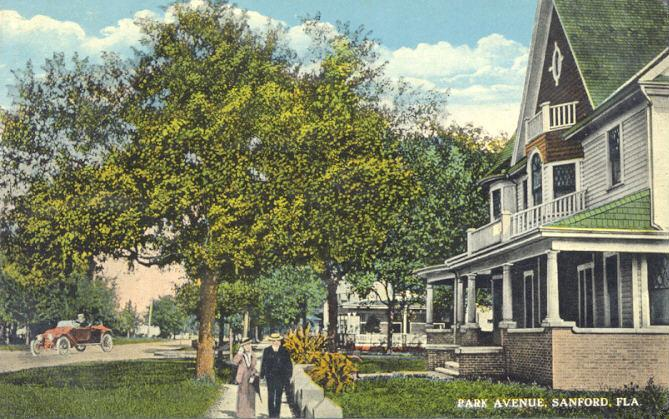
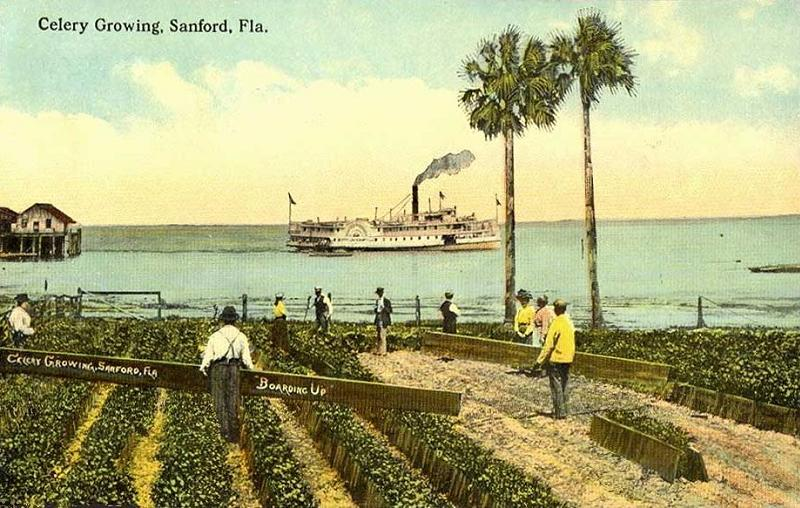